# Les Pièges de l'exil
Les Pièges de l'exil est un roman policier historique de Philip Kerr paru en anglais en 2016, ayant pour héros, dans sa onzième apparition, le détective Bernie Gunther. Le livre a été publié en français en 2017.

## Résumé
La onzième enquête de Bernie Gunther se situe en 1956, à Saint-Jean-Cap-Ferrat et à Villefranche-sur-Mer. Bernie, réfugié sur la Côte d'Azur, est employé comme concierge au Grand-Hôtel du Cap-Ferrat sous l'identité de Walter Wolf.
Tout en jouant au bridge avec un couple d'Anglais et le directeur du casino de Nice, Bernie s'efforce d'oublier la tragédie qui a marqué la fin de son séjour à Königsberg, une dizaine d'années plus tôt. Il a ses entrées à la villa La Mauresque, demeure de l’illustre écrivain Somerset Maugham, ancien espion britannique désormais octogénaire.
Or il se trouve que Maugham est victime d’un chantage lié à ses relations compromettantes avec Guy Burgess, « taupe » du KGB infiltrée dans les services secrets britanniques et désormais exfiltrée en Union soviétique, et avec Anthony Blunt, historien d'art réputé et homosexuel, ce qui est passible d'une peine de prison au Royaume-Uni à cette époque,. La situation se complique du fait que le propre neveu de l'écrivain, Robin Maugham, lui-même romancier à succès, semble jouer double jeu.
Il n’en faut pas davantage pour que Bernie plonge au cœur d’une intrigue internationale où il doit affronter, en pleine Guerre froide, la Stasi aussi bien que le Secret Intelligence Service, pendant que s'annonce la crise de Suez.

## Galerie

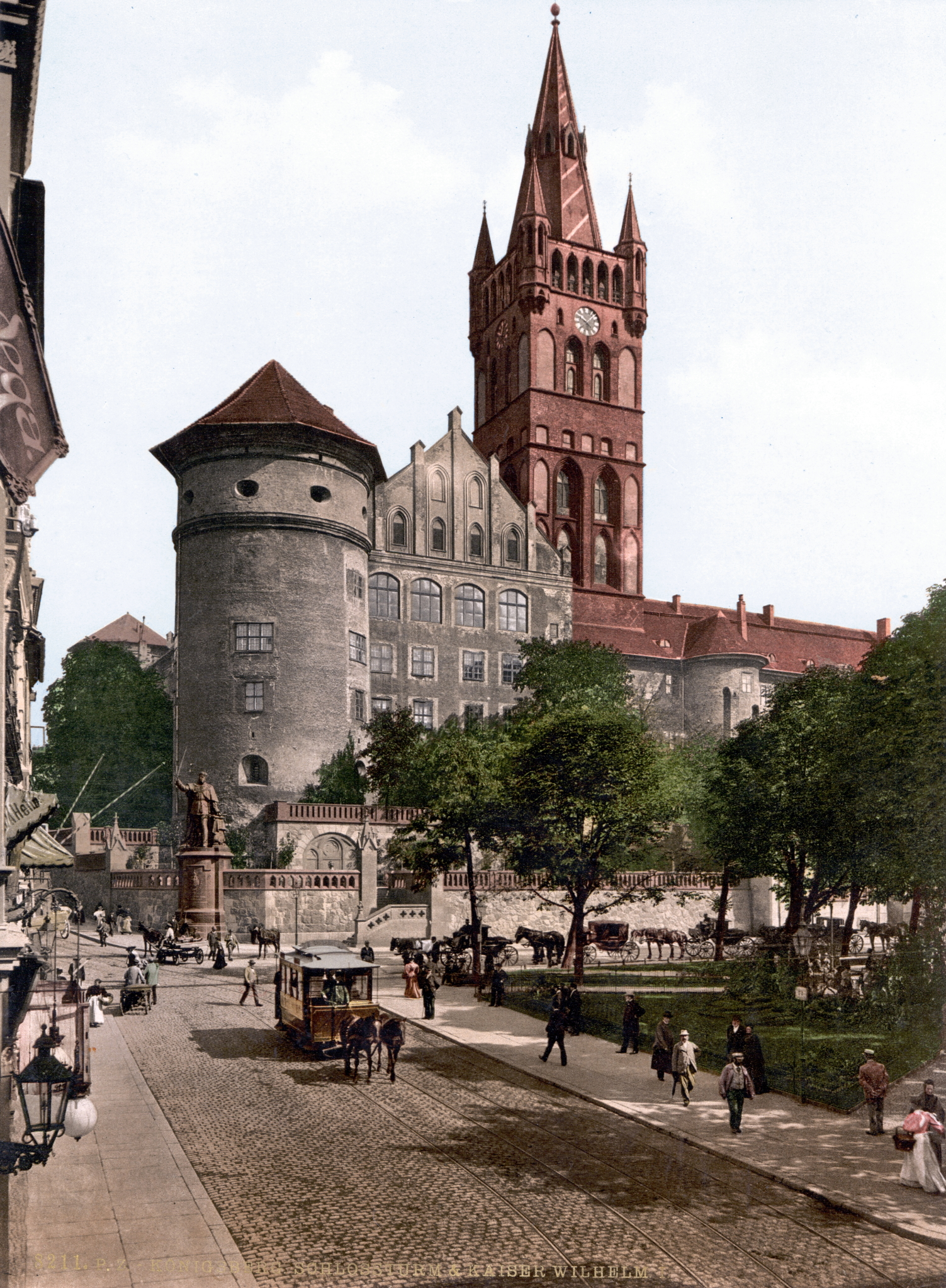
Le château de Königsberg vers 1900
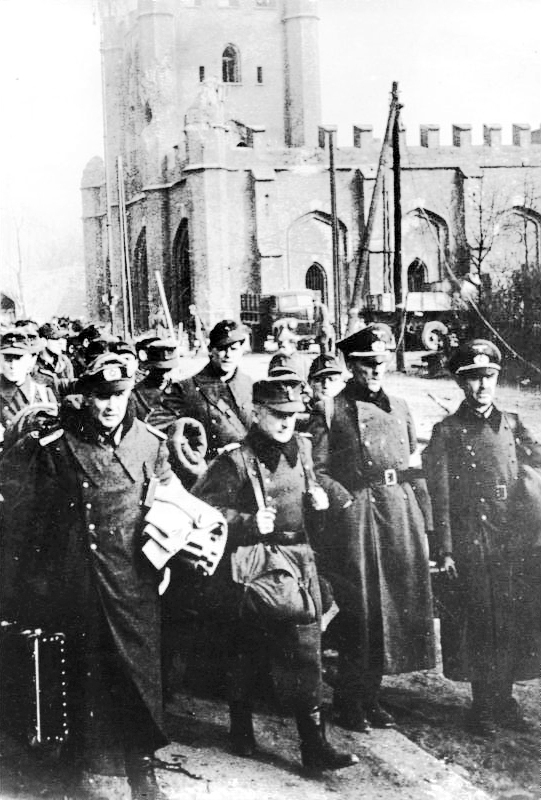
Officiers allemands partant en captivité après la bataille de Königsberg
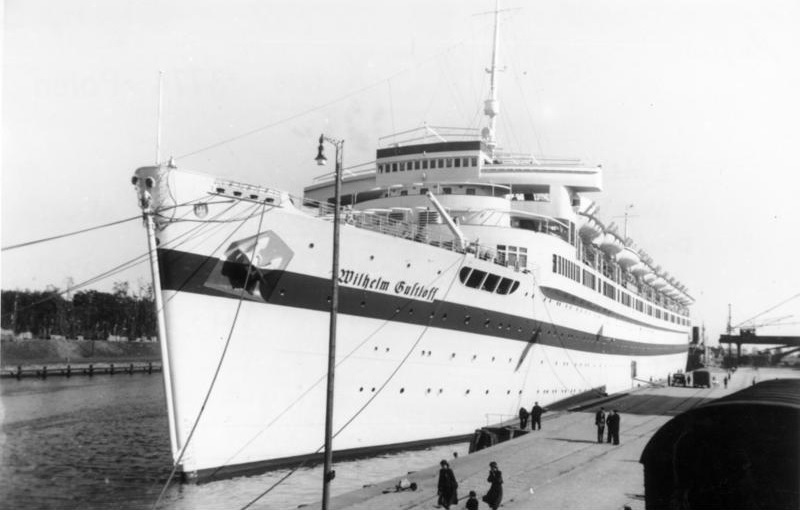
Le Wilhelm Gustloff en 1939
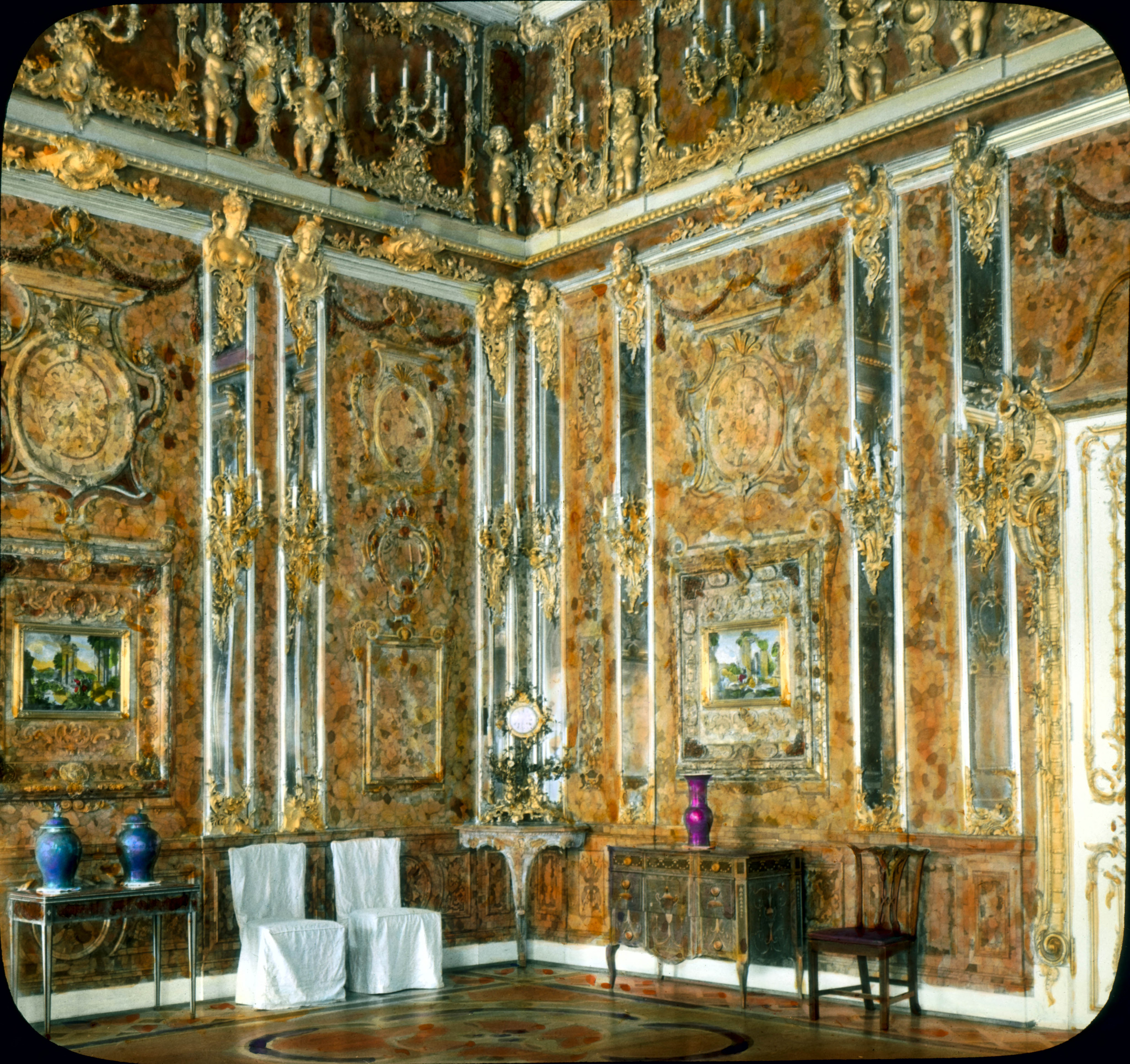
La Chambre d'ambre du palais Catherine à Tsarskoïe Selo avant la Seconde Guerre mondiale

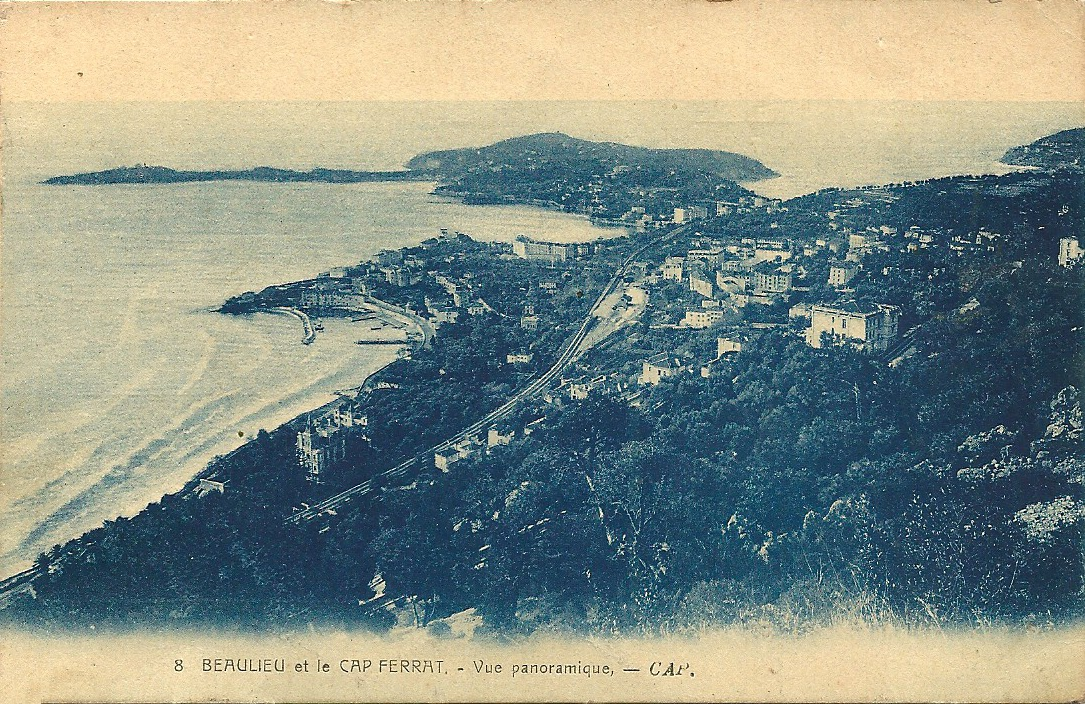
Le cap Ferrat et Beaulieu-sur-Mer avant 1940
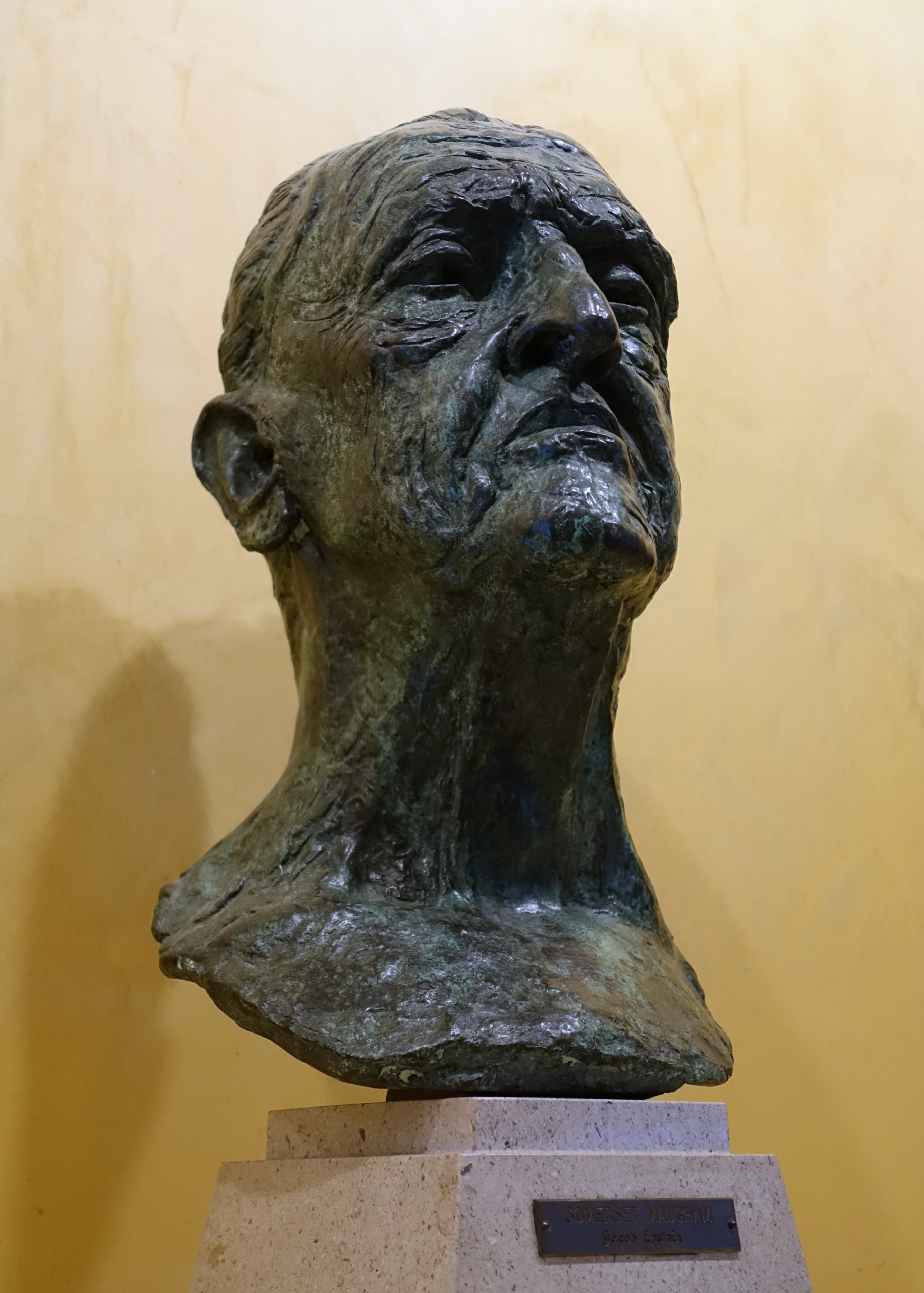
Somerset Maugham en 1951, sculpture de Jacob Epstein
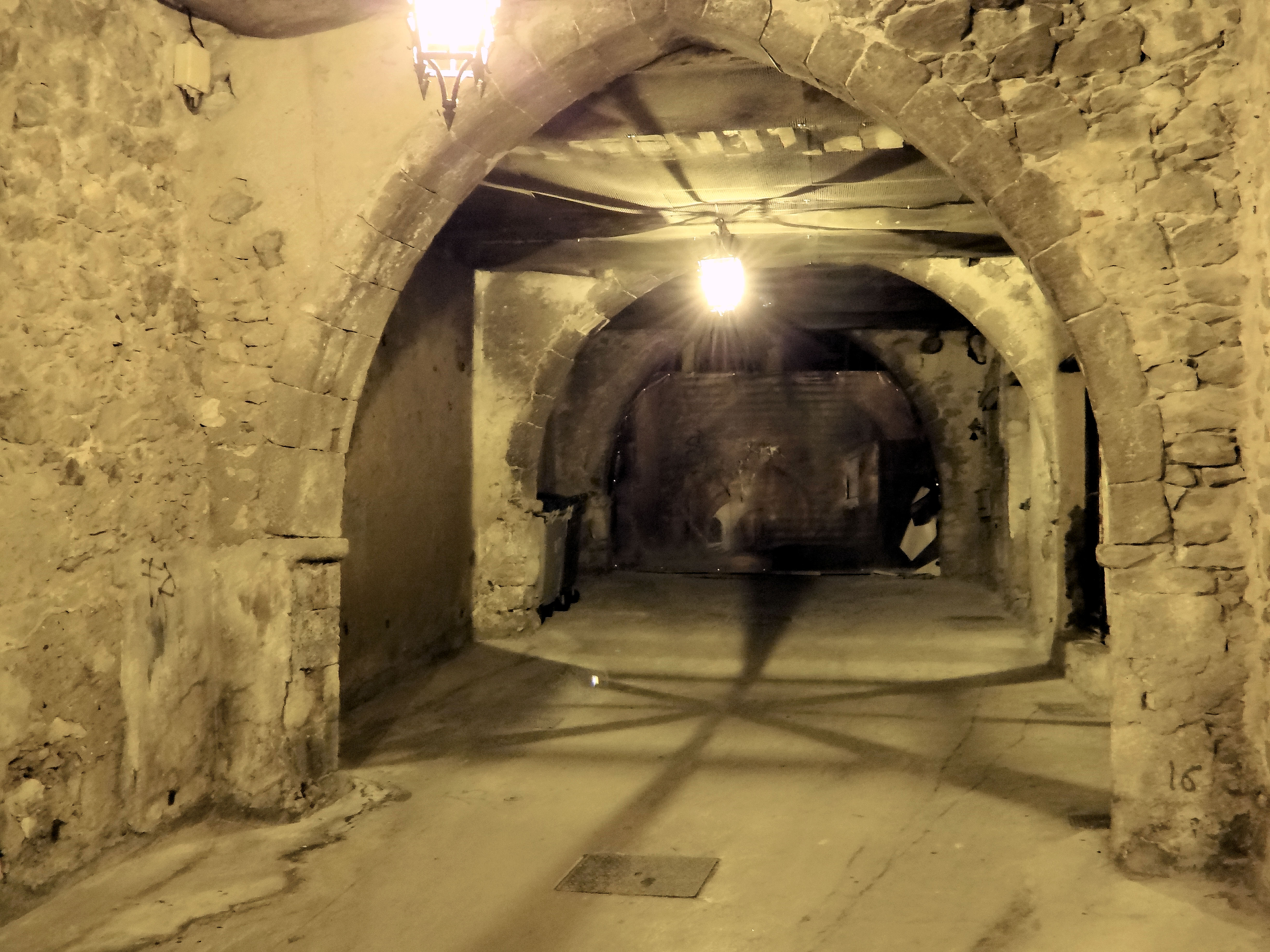
La rue Obscure de Villefranche-sur-Mer
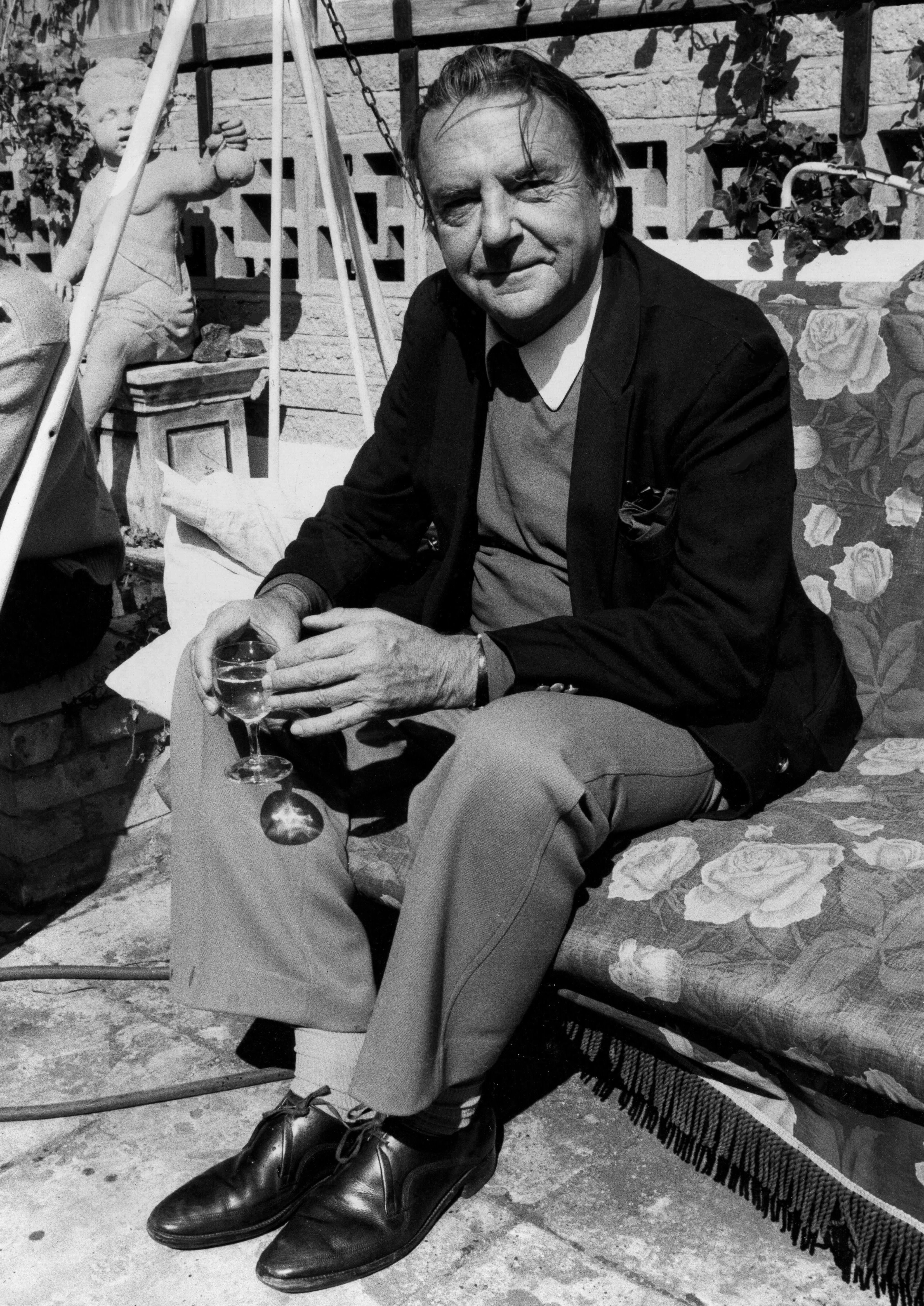
Robin Maugham